# Hydrillodes contigua
Hydrillodes contigua là một loài bướm đêm trong họ Noctuidae.